# (3712) Kraft
(3712) Kraft est un astéroïde de la ceinture principale.

## Description
(3712) Kraft est un astéroïde de la ceinture principale. Il fut découvert le 22 décembre 1984 à Mont Hamilton par Eugene A. Harlan et Arnold R. Klemola. Il présente une orbite caractérisée par un demi-grand axe de 2,74 UA, une excentricité de 0,25 et une inclinaison de 31,7° par rapport à l'écliptique.
Il est nommé d'après l'astronome américain Robert Paul Kraft.

## Compléments